# Distichlis humilis
Distichlis humilis är en gräsart som beskrevs av Rodolfo Amando Philippi. Distichlis humilis ingår i släktet Distichlis och familjen gräs. Inga underarter finns listade i Catalogue of Life.